# Binnebergs kyrka
Binnebergs kyrka är en kyrkobyggnad som sedan 2002 tillhör Frösve församling (tidigare Binnebergs församling) i Skara stift. Den ligger i kyrkbyn Binneberg i Skövde kommun.

## Kyrkobyggnaden
Kyrkan uppfördes någon gång på 1100-talet och var ursprungligen försedd med absid. Kyrkan var vid sitt uppförande den absolut minsta stenkyrkan i landskapet. Dess invändiga mått av långhus uppskattas till 4 x 4,5 meter. I ett senare skede har byggnaden förlängts både åt väster och öster. Vid första utbyggnaden i öster revs absidkoret och ersattes då av en modern tresidigt avslutad tillbyggnad. Den ursprungliga ingången var mitt på södra väggen. Socknen var i areal den allra minsta i Västergötland under medeltiden. Byggnaden förlängdes åt väster vid okänd tidpunkt. Nuvarande kor och sakristia tillkom 1733.

## Inventarier

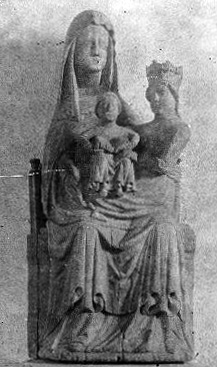
Skulpturen av Anna, Marias moder

- Skulptur av Anna, Marias moder från mitten av 1400-talet i ek. Höjd 82 cm.[1]
- Dopfunten av sandsten är från medeltiden.
- Predikstolen i provinsiell barock är från 1600-talet.

### Orgel
På läktaren står en liten 4-stämmig orgel byggd 1979 av Smedmans Orgelbyggeri AB, Lidköping.